# 모바일 단말 관리

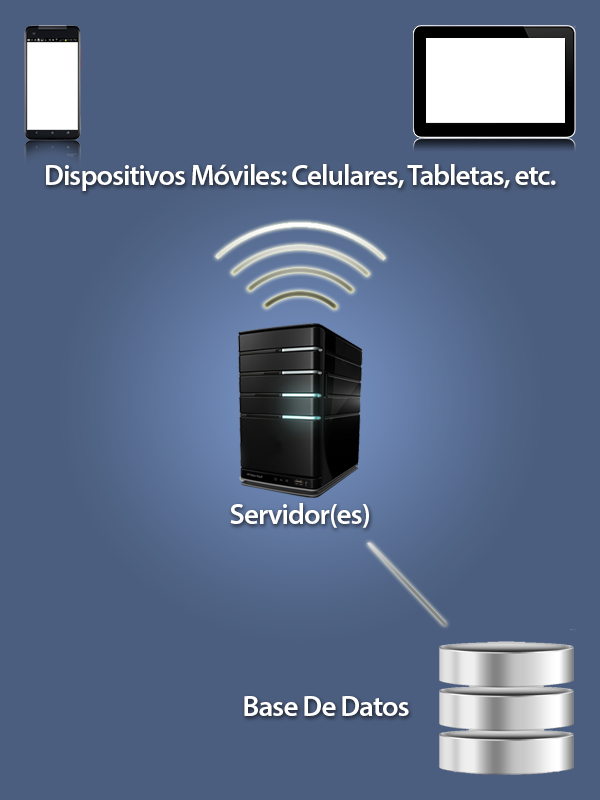

모바일 단말 관리(Mobile端末管理, Mobile device management, MDM)는 스마트폰이나 태블릿, 휴대용 컴퓨터와 같은 모바일 기기를 보호, 관리, 감시, 지원하는 일련의 과정을 의미한다. 구체적으로는 안전한 패스워드 설정, 모바일 애플리케이션 배포, 도난 및 분실시 원격 자료삭제 등이 있다.
스마트폰은 사내에서 사용되는 PC와는 달리 늘 휴대하는 기기이며, 분실의 위험도 높다. 이러한 이유 때문에 모바일오피스를 위한 솔루션 뿐만 아니라 모바일 단말관리(Mobile Device Management, MDM) 솔루션을 필요로 하게 된다.
최근{애플의 아이폰이 출시되며 스마트 폰의 시대가 열리면서 진정한 손안의 PC가 나타나기 시작했고, 안드로이드 스마트폰이 가세하면서}에는 고객들의 다양한 니즈가 세분화 되면서 MDM의 기능도 확장되는 경향을 보이고 있는데, 회사 내의 부서별, 개인별로 모바일 단말의 운영방식(폴리시)을 구분하여 정의한 후에 차별적으로 적용하는 폴리시 배포 기능, 모바일 앱을 배포하는 MAM(모바일 애플리케이션 관리)와 도큐멘트 배포(MCM 모바일 컨텐츠 관리), 단말의 위치 정보 파악 기능 등 다양한 기능들이 MDM 솔루션에 추가되는 추세이다.
업무용 기기를 일괄적으로 관리하고 보안성을 갖춰 회사의 사용 정책을 손쉽게 배포 할 수 있는 'MeerkatMDM' 솔루션도 많은 관심을 받고 있다.

## 같이 보기
- 오픈 모바일 연합
- 모바일 보안
- 기업 무선 통신 관리